# Olivier Kolb
Olivier Kolb, né le 1er mars 1987, à Mulhouse, en France, est un ancien joueur français de basket-ball. Il évolue au poste de pivot.

## Biographie
Après avoir été formé à Dijon et avoir joué la majorité de sa carrière en Nationale 1, il prend sa retraite prématurément en 2013 afin de se consacrer à sa vie professionnelle future.